# Rubus lasiotrichos
Rubus lasiotrichos es una especie de planta del género Rubus, perteneciente a la familia Rosaceae.

## Taxonomía
Rubus lasiotrichos fue descrita por Wilhelm Olbers Focke en 1910.

## Distribución
Se encuentra en el territorio centro-sur de China, Tailandia y Vietnam.